# Resolució 1417 del Consell de Seguretat de les Nacions Unides
La Resolució 1417 del Consell de Seguretat de les Nacions Unides va ampliar el mandat de la Missió de l'Organització de les Nacions Unides a la República Democràtica del Congo (MONUC) fins al 30 de juny de 2003. Va ser aprovada per unanimitat pel Consell de Seguretat de les Nacions Unides el 14 de juny de 2002 en la seva 4.554a sessió. La resolució 1417 es va aprovar després que el Consell de Seguretat va recordar les seves resolucions anteriors sobre la qüestió, particularment la 1355 (2001).

## Resolució

### Observacions
El Consell va destacar l'obligació de tots els estats d'abstenir-se d'utilitzar la força per interrompre la independència i la integritat territorial d'altres estats. També va afirmar la sobirania de la RDC sobre els seus recursos naturals i esperava un informe d'un panell d'experts sobre l'explotació il·legal dels recursos del país. Mentrestant, el Consell va prendre nota de la idea d'implementar una cortina de tropes per assistència i va demanar al Secretari General de les Nacions Unides que considerés aquesta idea si la MONUC ho demanava. La resolució va reconèixer la importància del suport electoral per aconseguir la transició governamental.

### Actes
Els Estats membres de les Nacions Unides van ser convocats per lliurar la força requerida de 5.537 funcionaris de la MONUC (un augment dels 3.800 existents). L'augment del sostre de tropes havia estat proposat pel secretari general Kofi Annan en funció dels progressos realitzats respecte a la Resolució 1376 (2001). El 14 de maig de 2002, el Consell va condemnar les crides a la violència fetes a la ciutat de Kisangani, així com els atacs contra civils i soldats. Era responsabilitat del Reagrupament Congolès per la Democràcia (desenvolupament del sistema residencial) per acabar amb les violacions dels drets humans, els assassinats extrajudicials, l'assetjament dels civils i també reduir les restriccions al personal de la MONUC.
El mandat de la MONUC per a prendre totes les accions necessàries es va reafirmar pel que fa a la protecció del personal i equip de la Comissió Militar Conjunta i de les Nacions Unides, garantir la seguretat de la llibertat de circulació del personal de la MONUC i protegir els civils sota amenaça immediata de violència. La MONUC va demanar que implementés 85 instructors de policia addicionals a Kisangani i que ajudés en el procés de desarmament, desmobilització, repatriació, reassentament i reintegració (DDRRR) a Kindu i Kisangani.
Tot i observar que la quantitat de forces estrangeres a la RDC havia disminuït, la resolució exigia la retirada total de totes les tropes estrangeres d'acord amb les resolucions anteriors del Consell de Seguretat. Es va instar als governs de la República Democràtica del Congo i Ruanda a tractar qüestions de seguretat asobre l'arrel del conflicte i adoptar mesures de foment de la confiança. Mentrestant, el diàleg entre congolesos va ser recolzat pel Consell de Seguretat i es va deixar clar que la responsabilitat primordial del diàleg descansava en les parts congoleses, tot destacant el paper del Consell de Seguretat en donar suport al procés. El Secretari General hauria d'informar cada quatre mesos sobre la implementació de la resolució.